# Machaerina filifolia
Machaerina filifolia är en halvgräsart som beskrevs av August Heinrich Rudolf Grisebach. Machaerina filifolia ingår i släktet Machaerina och familjen halvgräs. Inga underarter finns listade i Catalogue of Life.